# Sydney Entertainment Centre
Das Sydney Entertainment Centre (SEC), später auch bekannt als Qantas Credit Union Arena war eine Mehrzweckhalle  in der australischen Metropole Sydney, Bundesstaat New South Wales. Es wurde für Sportveranstaltungen sowie Konzerte genutzt. Die Multifunktionsarena wurde von 1979 bis 1983 erbaut eröffnet. Im Dezember 2015 wurde sie geschlossen und Anfang 2016 begann der Abriss. Die Arena war Heimspielstätte der Basketballmannschaften der Sydney Kings sowie der Sydney Uni Flames. In der Arena, die mit einer Kapazität vom 13.500 Zuschauern (später 10.517) als eine der größten in Sydney galt, traten bekannte Künstler und Bands wie David Bowie, Dire Straits, Elton John, Eric Clapton, Genesis und Prince vor ausverkauften Publikum auf.